# آلن گرینسپن
آلن گرینسپن (به انگلیسی: Alan Greenspan) (زادهٔ ۶ مارس ۱۹۲۶ نیویورک) از مقتدرترین افرادی بوده‌است که در مقام رئیس بانک مرکزی ایالات متحده آمریکا خدمت کرده‌است. او بعد از ویلیام مکچزنی مارتین جونیور طولانی‌ترین دوره ریاست را بر این نهاد مهم داشت.
در سال ۲۰۰۶، پس از بازنشستگی، جانشین وی بن شالوم برنانکی به مقام رئیس بانک مرکزی ایالات متحده آمریکا دست یافت.
وی دکترای خود را از دانشگاه نیویورک در رشته اقتصاد در سال ۱۹۷۶ دریافت نمود.
گرینسپن موسیقیدان نیز بوده و حتی با استن گتز نیز ساکسوفون می‌نواخت.

## زندگی
گرینسپن در منطقهٔ واشینگتن هایتز در نیویورک به دنیا آمد. پدر او هربرت گرینسپن از یهودیان رومانیایی بود که به ایالات متحده مهاجرت کرده بود. مادر او رز گلدسمیت از نسل یهودی-مجارستانی بود. پدر او در بازار بورس نیویورک کار می‌کرد. گرینسپن به دبیرستان جرج واشینگتن رفت. او در سال ۱۹۴۵ به دانشگاه نیویورک رفت و در سال ۱۹۴۸ مدرک کارشناسی اقتصاد و در سال ۱۹۵۰ مدرک کارشناسی ارشد اقتصاد دریافت نمود. در سال ۱۹۷۷ او مدرک دکترای خود را در اقتصاد از دانشگاه نیویورک دریافت نمود. تز دکترای او در آرشیو دانشگاه موجود نیست زیرا در زمانی که در سال ۱۹۸۷ او رئیس فدرال رزرو شد درخواست حذف آن را از آرشیو دانشگاه نمود. او دو بار ازدواج کرده‌است. اولین ازدواج او با جون میشل بود که در سال ۱۹۵۲ صورت گرفت. این ازدواج یکسال بعد به طلاق منجر شد. در سال ۱۹۸۴ او با آندریا میشل ملاقات کرد و بعد با او ازدواج نمود.

## مشاغل
در زمانی که گرینسپن در نیویورک تحصیل می‌کرد او تحت نظر اوجین بانکز کار کرد. در سال ۱۹۶۸ او مشاور ریچارد نیکسون گردید. او در بسیاری شرکت‌های مختلف نظیر آلکوا، جنرال فودز، جی. پی. مورگان، موبیل کورپوریشن و غیره در هیئت مدیره بوده‌است. او رئیس شورای ارتباطات خارجی بین سال‌های ۱۹۸۲ تا ۱۹۸۸ بود. در سال ۱۹۸۷ رونالد ریگان او را به سمت ریاست بانک فدرال رزرو انتخاب کرد. جیم راجرز نویسنده اقتصاد، اعتقاد دارد که گرینسپن به کمک یک لابی مخفی به این سمت انتخاب گردید. در سال ۲۰۰۰ گرینسپن بهره را چندین بار افزایش داد. این افزایش بهره به اعتقاد بسیاری باعث شکسته شدن حباب دات-کام گردید. بعد از حملات ۱۱ سپتامبر در ایالات متحده گرینسپن بهره را به شدت کاهش داد تا اقتصاد را دوباره تحریک کند. در سال ۲۰۰۴ او برای بار پنجم به سمت ریاست بانک فدرال رزرو انتخاب گردید. بعد از کناره‌گیری از ریاست بانک فدرال رزرو او فوراً به تأسیس یک شرکت خصوصی به نام مشاوران گرینسپن پرداخت.